# Heritage of the Desert (1932)
Heritage of the Desert is een Amerikaanse western uit 1932 onder regie van Henry Hathaway.

## Verhaal
De boer Adam Naab heeft de controle over enige uitweg uit een dal. In dat dal houden Duson Holderness en zijn dievenbende een kudde gestolen vee verborgen. Naab wil echter niet dat Holderness het vee verplaatst over zijn land. Holderness tracht daarom de boerderij van Naab in handen te krijgen.

## Rolverdeling
| Acteur               | Personage         |
| -------------------- | ----------------- |
| Randolph Scott       | Jack Hare         |
| Sally Blane          | Judy              |
| J. Farrell MacDonald | Adam Naab         |
| David Landau         | Judson Holderness |
| Gordon Westcott      | Snap Naab         |
| Guinn Williams       | Lefty             |
| Vince Barnett        | Windy             |